# Culcasia striolata
Culcasia striolata is een plantensoort uit de aronskelkfamilie (Araceae). Het is een rechtopstaande, kruidachtige vaste plant die tot 30 centimeter hoog kan worden. De plant is aromatisch en heeft een sterke geur door cumarine. De soort staat op de Rode Lijst van de IUCN geklasseerd als 'niet bedreigd'.
De soort komt voor in de tropische delen van West- en westelijk Centraal-Afrika. Hij vormt daar de ondergroei in schaduwrijke bossen, soms ook op moerassige grond.
De plant wordt uit het wild geoogst voor lokaal gebruik als parfum. De geplette en gedroogde wortels worden toegevoegd aan lichaamsoliën en de bladeren worden gebruikt als versieringen in het haar en rond de nek.